# José Vieira da Silva
José António da Fonseca Vieira da Silva (ur. 14 lutego 1953 w Marinha Grande) – portugalski polityk, ekonomista i nauczyciel akademicki, poseł do Zgromadzenia Republiki, sekretarz stanu i minister w różnych resortach.

## Życiorys
Ukończył ekonomię w szkole ekonomii i zarządzania ISEG działającej w ramach Universidade Técnica de Lisboa. Został nauczycielem akademickim m.in. w ISCTE – Instituto Universitário de Lisboa.
Zaangażował się w działalność polityczną w ramach Partii Socjalistycznej. Był doradcą ministra solidarności i zabezpieczenia społecznego (1995), członkiem państwowej rady gospodarczo-społecznej (1996–1999) oraz dyrektorem generalnym departamentu statystyki, studiów i planowania w resorcie pracy (1997–1999). Pełnił funkcję sekretarza stanu ds. zabezpieczenia społecznego (1999–2001) oraz ds. robót publicznych (2001–2002).
W 2002 i 2005 uzyskiwał mandat deputowanego IX i X kadencji. Ponownie wybierany w skład Zgromadzenia Republiki w 2011 i 2015 na XII i XIII kadencję.
Jako minister wchodził w skład obu rządów, którymi kierował José Sócrates. Od marca 2005 do października 2009 był ministrem pracy i solidarności społecznej, następnie do czerwca 2011 zajmował stanowisko ministra gospodarki, innowacji i rozwoju. W listopadzie 2015 objął urząd ministra pracy, solidarności i zabezpieczenia społecznego w rządzie Antónia Costy. Stanowisko to zajmował do października 2019.
Mąż polityk Sónii Fertuzinhos oraz ojciec socjolog i polityk Mariany Vieira da Silva.